# Niall Quinn
Niall John Quinn (Dublin, 6 oktober 1966) is een Iers voormalig betaald voetballer. Na zijn actieve carrière kocht hij in 2006 een meerderheidsbelang in Sunderland AFC, waarvan hij voorzitter en manager werd.

## Clubcarrière
Voordat hij prof werd, speelde Quinn voor de Ierse club Manortown United. In 1983 werd hij ontdekt en kwam hij terecht in de jeugdopleiding van Arsenal. In december 1985 maakte hij zijn debuut in het eerste elftal tegen Liverpool. Tijdens zijn debuut scoorde Quinn meteen, maar de rest van zijn eerste seizoen speelde hij zeer wisselvallig.
Tijdens het seizoen 1986/87 groeide Quinn uit tot basisspeler bij Arsenal. In datzelfde seizoen won hij ook zijn eerste prijs, de League Cup. Een seizoen later arriveerde echter een nieuwe concurrent. Arsenal trok Alan Smith aan als nieuwe spits en Quinn belandde op de bank. In 1989 werd Arsenal kampioen van Engeland, maar Quinn kreeg geen medaille, omdat hij niet genoeg wedstrijden had gespeeld in dat seizoen.
In maart 1990 vertrok Quinn naar Manchester City en in zijn eerste seizoen bij deze club scoorde hij meteen 22 keer. Hij bleef uiteindelijk zes jaar bij Manchester City en scoorde 78 goals in 245 wedstrijden, voordat hij in 1993/94 een ernstige blessure opliep.
Zijn meest opmerkelijke wedstrijd voor City speelde Quinn op 20 april 1991 tegen Derby County. Al vroeg in de wedstrijd maakte Quinn een doelpunt en toen de keeper van City bij een 2-1 een rode kaart kreeg moest Quinn hem vervangen. De strafschop die volgde werd gestopt door de aanvaller en de rest van de wedstrijd hield hij ook zijn doel schoon, waardoor Derby County degradeerde.
Na zijn blessure vertrok Quinn naar Sunderland. Bij deze club kreeg hij weer last van zijn blessure en hierdoor miste hij de eerste zes maanden. Toen hij eindelijk weer kon spelen vormde hij samen met Kevin Phillips een dodelijk duo in de spits. Mede dankzij de vele goals van de twee spitsen promoveerde Sunderland naar de Premier League.
Quinn begon een lokale legende te worden doordat hij veel scoorde (hij maakte onder andere het eerste doelpunt ooit in The Stadium Of Light, het nieuwe stadion van Sunderland) en doordat hij twee keer speler van het jaar werd.

## Interlandcarrière
Op 25 mei 1986 speelde Quinn zijn eerste van in totaal 92 interlands voor Ierland. Toen hij stopte was de aanvaller topscorer aller tijden van zijn land met 21 goals. In 2004 werd hij ingehaald door Robbie Keane.
Quinn speelde mee tijdens het WK 1990 en het WK 2002, maar miste het WK '94 door zijn blessure. Verder was hij ook onderdeel van het Ierse team dat meedeed aan het EK 1988, hoewel hij maar één wedstrijd meespeelde (de 1-0-overwinning tegen Engeland.
Ook voor zijn land heeft Quinn belangrijke en beroemde doelpunten gemaakt. Zo scoorde hij in 1990 de gelijkmaker tegen Nederland, waardoor Ierland de groepsfase van het WK overleefde.

## Lied
De fans van Manchester City verzonnen in 1992 een lied over Quinn, getiteld "Niall Quinn's Disco Pants". De tekst van het refrein luidt:
Niall Quinn's disco pants are the best,
They go up from his arse to his chest,
They're better than Adam and the Ants,
Niall Quinn's disco pants!
Het nummer werd uitgebracht op CD en bereikte nummer 59 in de UK Singles Chart in april 1999.